# Karapelit
Karapelit (Bulgaars: Карапелит) is een dorp in de Bulgaarse gemeente Dobritsjka, oblast Dobritsj. Het dorp ligt hemelsbreed op 22 km afstand van de regionale hoofdstad Dobritsj en 359 km ten noordoosten van Sofia. 

## Bevolking
Op 31 december 2019 werden er 1039 inwoners geregistreerd door het Nationaal Statistisch Instituut van Bulgarije, een daling vergeleken met het maximum van 2065 personen in 1965.
|  |

Het dorp heeft een gemengde bevolkingssamenstelling. Van de 1111 inwoners reageerden er 1099 op de optionele volkstelling van 2011. Van deze 1099 respondenten identificeerden 549 personen zichzelf als etnische Bulgaren (50%), gevolgd door 524 Roma (47,7%). Verder werden er 22 Bulgaarse Turken (2%) en 4 ‘overige/ondefinieerbare’ respondenten (0,4%) geregistreerd.
| Etniciteit   | Aantal | %     |
| ------------ | ------ | ----- |
| Bulgaren     | 549    | 50%   |
| Turken       | 22     | 2%    |
| Roma         | 524    | 47,7% |
| Overig       | 4      | 0,3%  |
| Respondenten | 1099   |       |